# Rowland Mason Ordish
Rowland Mason Ordish est un ingénieur civil anglais né à Melbourne, South Derbyshire le 11 avril 1824, et mort à Londres le 12 septembre 1886 .
Il est surtout connu pour son travail détaillé pour la couverture à travée unique de la gare de Saint-Pancras de Londres, entrepris avec William Henry Barlow en 1868 et pour l'Albert Bridge, un pont enjambant la Tamise à Londres, achevé en 1873.

## Biographie
Il est le fils de John Ordish régisseur de propriété foncière et arpenteur. Il n'a suivi aucune formation d'ingénieur avant de venir à Londres vers 1847 et a passé quelques mois dans un bureau d'architecte avant d'être engagé par R. E. Brounger, ingénieur londonien qui a travaillé pour les départements des Travaux publics de la colonie du Cap. Son talent a été assez vite remarqué. Il a été envoyé au Danemark pour surveiller un projet ferroviaire. À son retour à Londres, il a participé à des travaux sur des structures de ponts et de bâtiments d'un nouveau type qui étaient nécessaires au début de la mise en place des chemins de fer et il y avait des opportunité pour des dessinateurs capables.
Son premier travail a été le Victoria Bridge à Windsor, sur la Tamise, construit en 1851, où il a eu une part importante dans la conception des détails.
Il a travaillé avec Charles Fox qui était responsable de la construction du Crystal Palace de Joseph Paxton à Hyde Park de Londres. Il s'est monté si efficace sur la construction qu'il a pris progressivement une part de plus en plus importante dans la construction.
Dans le même temps, il a travaillé avec Charles Fox sur les dessins de détail de la Soho Foundry, à Birmingham. Avant l'ouverture du Crystal Palace, en mai 1851, il est appelé à Birmingham pour assister à la mise en place de la couverture de la New-street Station qui était alors le plus grand faite en fer. Puis il a été chargé du transfert de Crystal Palace et de son remontage à Sydenham (Londres). En avril 1855 il est à Copenhague, probablement pour travailler pour les chemins de fer danois.
Il a été l'adjoint de Sir Charles Fox sur la plupart de ses travaux comme l'élargissement du pont ferroviaire Victoria de Chelsea, plusieurs ponts à Battersea. Il a conçu un pont de trois travées de 36,5 m (120 pieds) pour les Queensland Railway dans lequel la partie supérieure ou membrure comprimée a été réalisée en tubes de fonte. Ordish partageait avec sir Charles Fox l'opinion, contre la plupart des professionnels, que la fonte correctement mise en œuvre serait utile pour un tel usage. Il a développé la même idée pour la gare d'Amsterdam de la Dutch-Rhenish Railway construite en 1863 avec une couverture en treillis de 36,5 m (120 pieds) de portée avec des tubes en fonte pour les membrures comprimées.
Entre janvier 1856 et mars 1858, Rowland Mason Ordish est chef dessinateur au département des Travaux de l'Amirauté à Somerset House, puis il est devenu un concepteur établi à son propre compte. Son bureau était situé au no 18 Great George Street, Westminster. Il a été associé longtemps avec William Henry Le Feuvre (président de la Society of Engineers en 1867). Il a été en charge dans les années qui ont suivi sur des travaux variés, essentiellement sur des structures en fer et leurs fondations. Au moment des travaux sur Crystal Palace il est entré en contact avec Owen Jones et a travaillé avec lui sur des projets, en particulier un kiosque de l'Inde dans le style mauresque dont le toit était une structure en fonte. C'est dans ce bâtiment qu'il a conçu un ancrage des colonnes permettant d'assurer la stabilité et la reprise de la poussée de la toiture sans utiliser des contreforts. Il a utilisé un peu le même principe pour la toiture de la St.Enoch-square Station de Glasgow qu'il a conçu en 1876 avec une ouverture de 60,3 m (198 pieds).
Il est devenu membre de la Society of Engineers en 1857 et en a été président en 1860.
En 1858, il prend un brevet (patente no 771) sur système de pont suspendu rigide par chaînes qui est présenté dans le numéro du 23 avril 1858, p. 318, de The Engineer. Ce système de pont suspendu appelé système Ordish-Lefeuvre est plutôt une forme primitive de pont à haubans s'apparentant au système Gisclard. En 1862, il a conçu un premier projet d'un pont suspendu de 250 m (821 pieds) de portée centrale suivant ce principe pour franchir la Tamise à l'aval du London Bridge qui n'a pas été construit. La première application a été le pont François-Joseph, à Prague, en 1868.
Entre 1860 et 1875, il a construit l'Amsterdam Crystal Palace, le toit du Winter Palace de Dublin (1860), le bâtiment d'exposition de Dublin, plus tard reconstruit à Battersea, l'hôtel Watson à Bombay et plusieurs autres bâtiments d'une conception originale et intéressante. Parmi ceux-ci, il a construit en 1868 un jardin d'hiver pour le nouvel hôpital de Leeds à la demande de Sir George Gilbert Scott. Jusqu'à sa mort, Sir George Gilbert Scott a souvent consulté Rowland Mason Ordish sur toutes les questions importantes concernant les structures. Le cas le plus intéressant a été la Chapel House octogonale de l'abbaye de Westminster. Sa voûte présentant des risques de ruine, Ordish a conçu un toit octogonal en fer au-dessus permettant de la suspendre.
En 1868, il a construit sur la Moldau, à Prague, le pont suspendu François-Joseph, avec une travée centrale de 152,4 m (500 pieds) de portée, première application de sa conception de pont suspendu rigide qu'il avait exposé dans The Engineer du 17 septembre 1858. Après les essais du pont, il a reçu de l'empereur François-Joseph la médaille d'or des Arts et Sciences. Un second pont a été fait par Ordish, sur la même rivière, peu après, puis à Singapour. Le projet de l'Albert Bridge à Chelsea a été présenté au parlement qui ne l'a accepté que s'il était conçu par Ordish. Le pont a été conçu avec le système de suspension rigide, mais les propriétaires du pont ont changé le projet d'Ordish en insistant pour avoir des fils d'acier au lieu des chaînes. Assez rapidement la protection des câbles s'est montrée insuffisante et les câbles ont dû être remplacés.
William Henry Barlow, qui a été président de l'Institution of Civil Engineers, lui a fait confiance et lui a confié des travaux importants pour la Midland Railway. Dans la publicité faite à l'ouverture de la gare de Saint-Pancras (1868), Barlow a signalé que la conception du toit était d'Ordish. Quelques années plus tard, le toit de la gare de Glasgow s'est inspiré de la conception d'Ordish à la gare de Saint-Pancras.
Pour l'ingénieur de la City, J. Heywood, il a conçu le pont au-dessus de la rue Farrigdon qui fait partie du viaduc Holborn. Le pont est entièrement en fonte. La chaussée est faite avec des plaques en fonte dont les joints sont calfeutrés comme les réservoirs.
Un autre travail important d'Ordish est la réalisation du dôme du Royal Albert Hall à South Kensington en 1869 à la demande du Major-général Henry Young Darracott Scott (1822-1883) du Corps of Royal Engineers. Ordish a fait le calcul et les dessins de la charpente du dôme qui a été conçu avec J. W. Grover, un ancien ingénieur du Science and Art Department. La conception a été assez délicate. En plan, le dôme a une forme elliptique. La poussée des fermes est reprise par des anneaux horizontaux en fer noyés dans les murs. La construction de la charpente a été faite par la Fairbairn Engineering Company de Manchester.
Il a été malade dans ses dernières années et a été souvent consulté par les architectes. Un de ses derniers travaux a été la conception d'un projet alternatif du Tower Bridge avec Ewing Matheson.
Il a été enterré le 17 septembre au Highgate Cemetery.

## Autres projets
- Pont sur la rue Farringdon, Viaduc de Holborn, à Londres (1863-1869),
- Market Hall de Derby (1866),
- Franz Joseph Bridge (en), à Prague (1868, démoli),
- Pont Cavenagh, à Singapour (1869),
- Watson's Hotel (en), à Mumbai (1871),
- Dôme du Royal Albert Hall de Londres (1871)

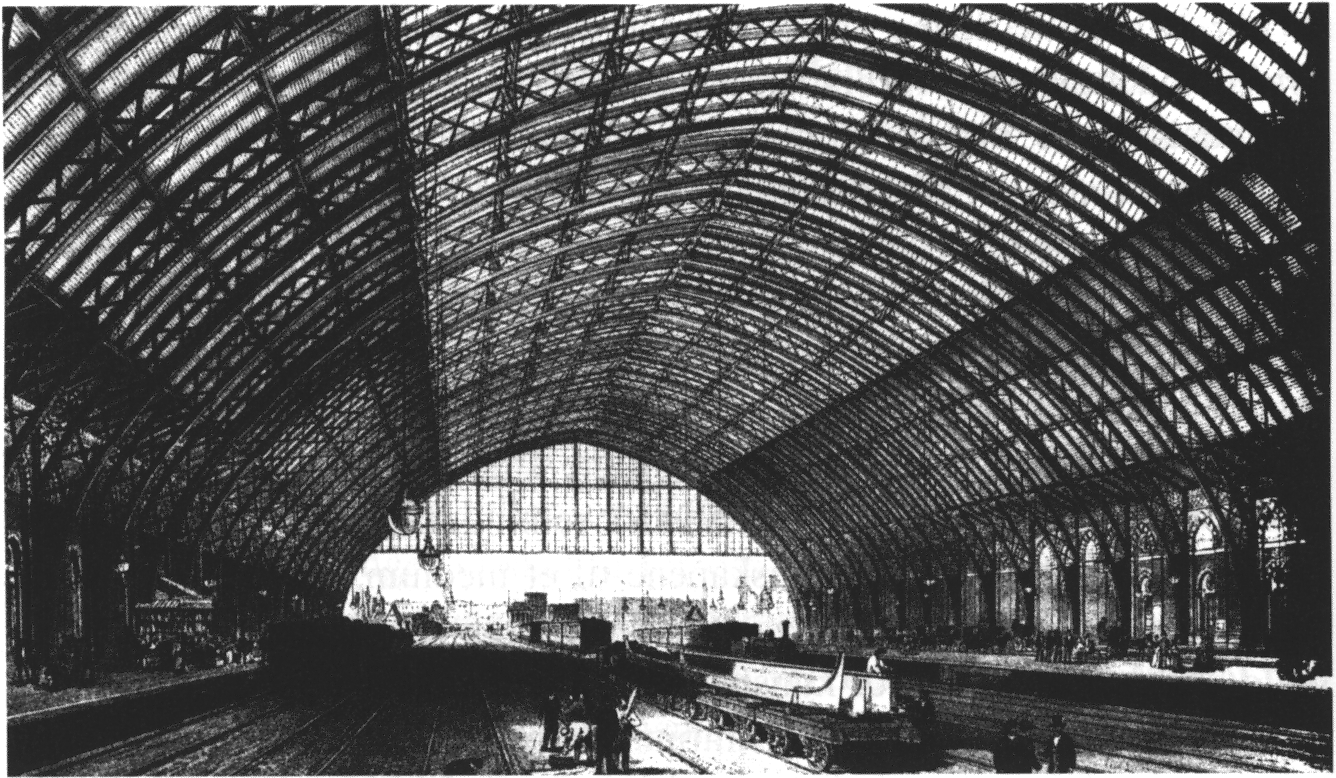
Gare de Saint-Pancras à Londres
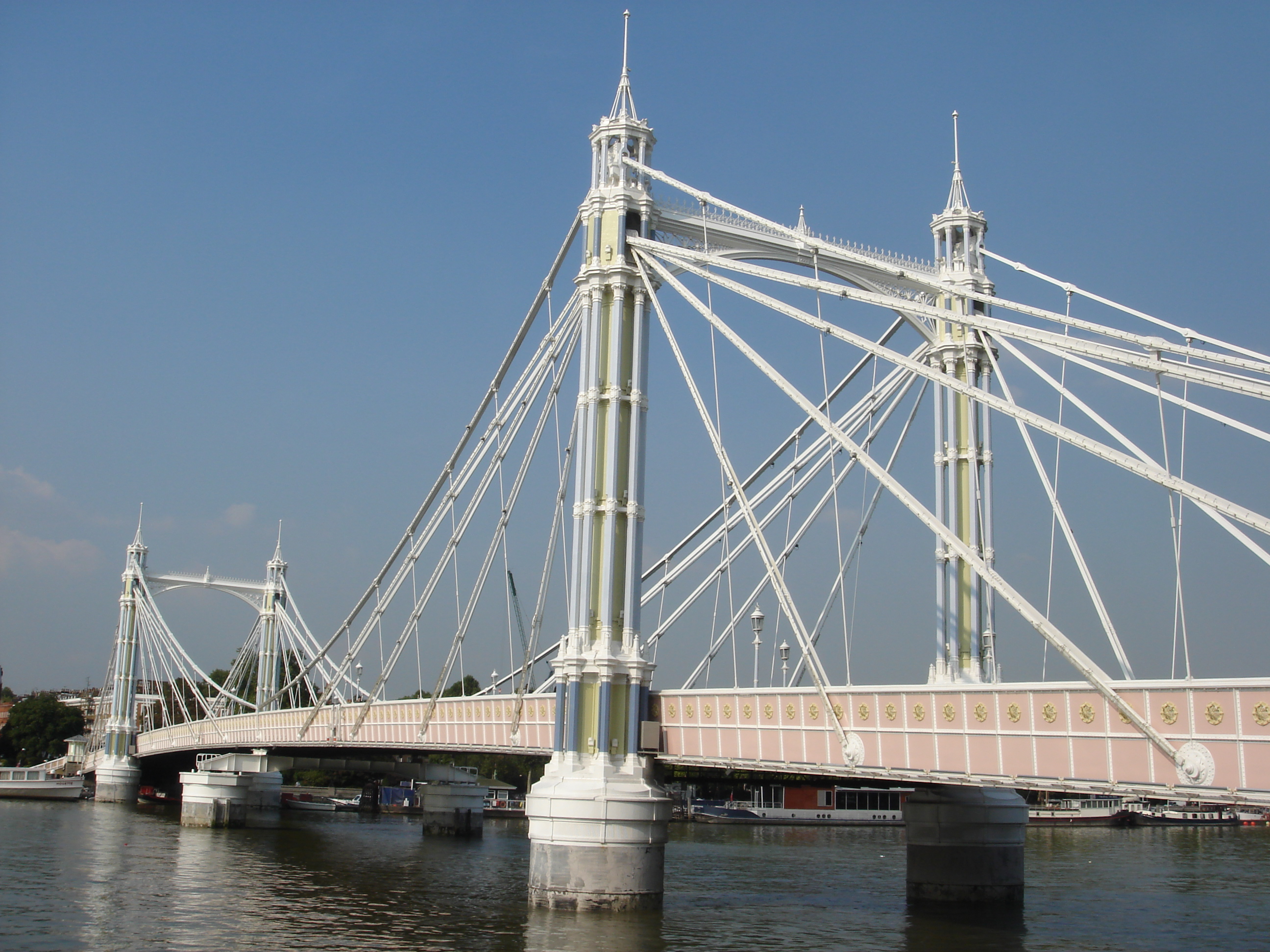
Pont Albert de Londres sur la Tamise
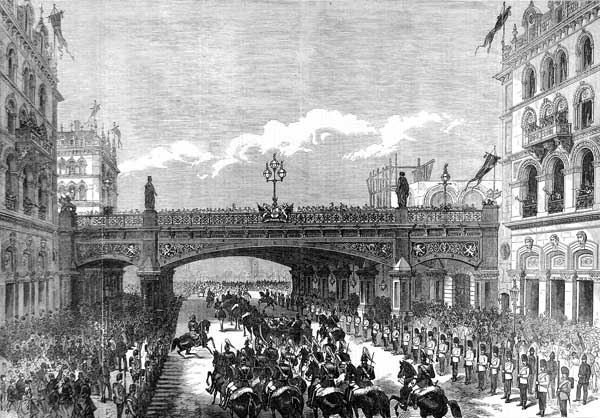
Viaduc Holburn à Londres
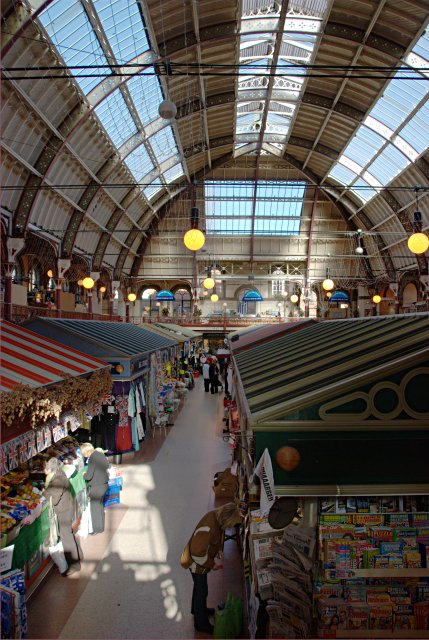
Market Hall de Derby

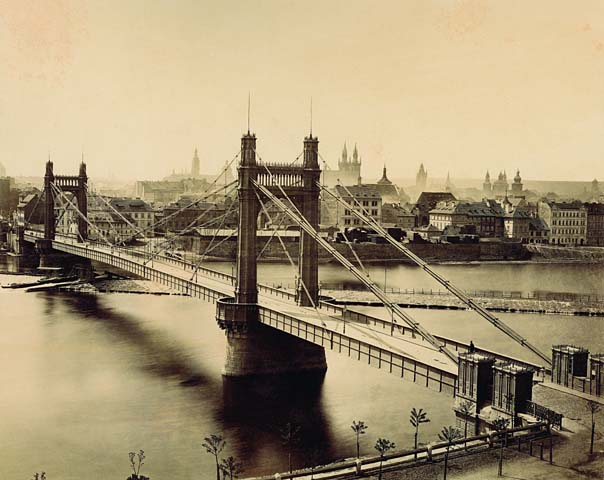
Pont François-Joseph de Prague
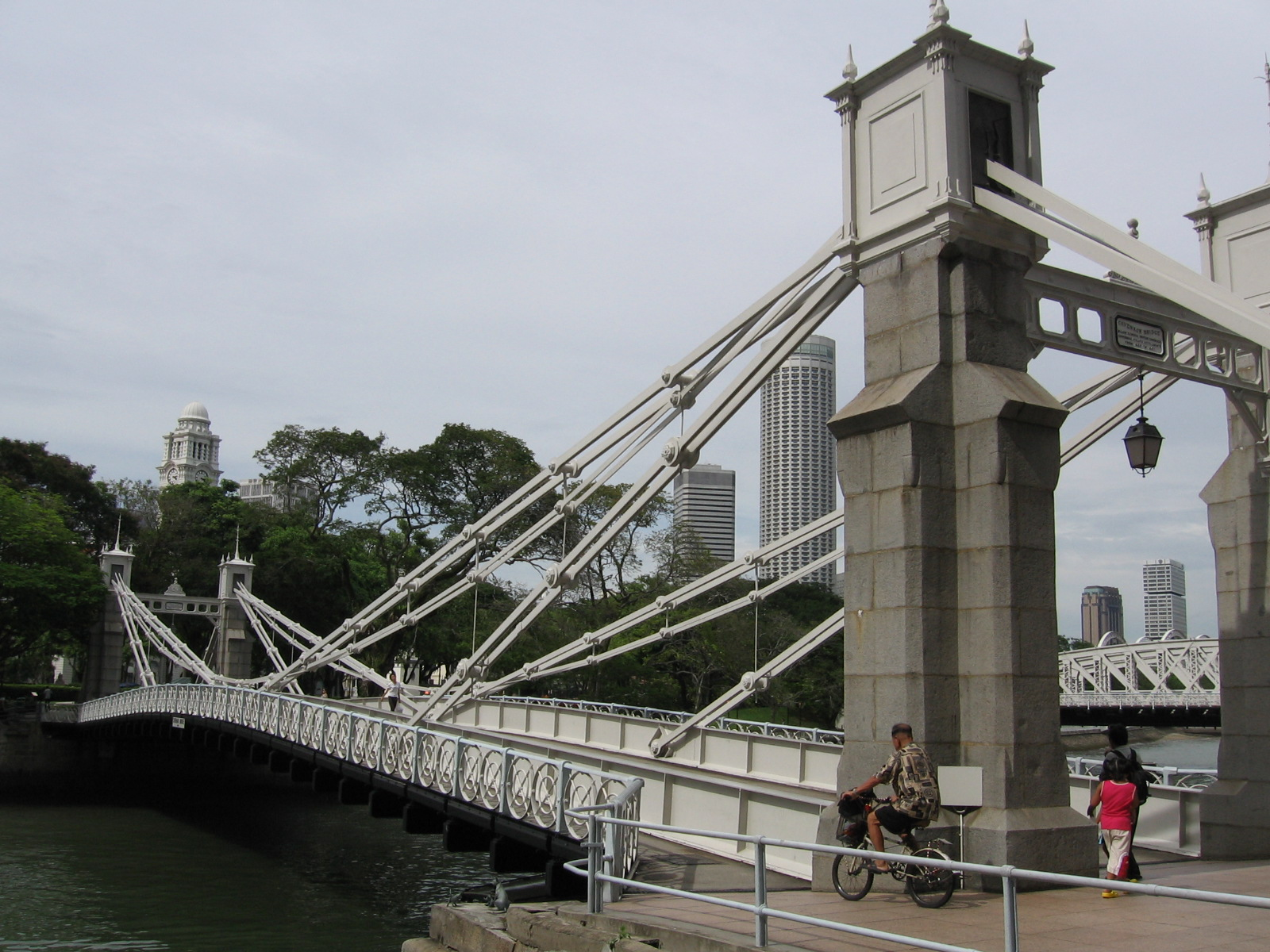
Pont Cavenagh à Singapour
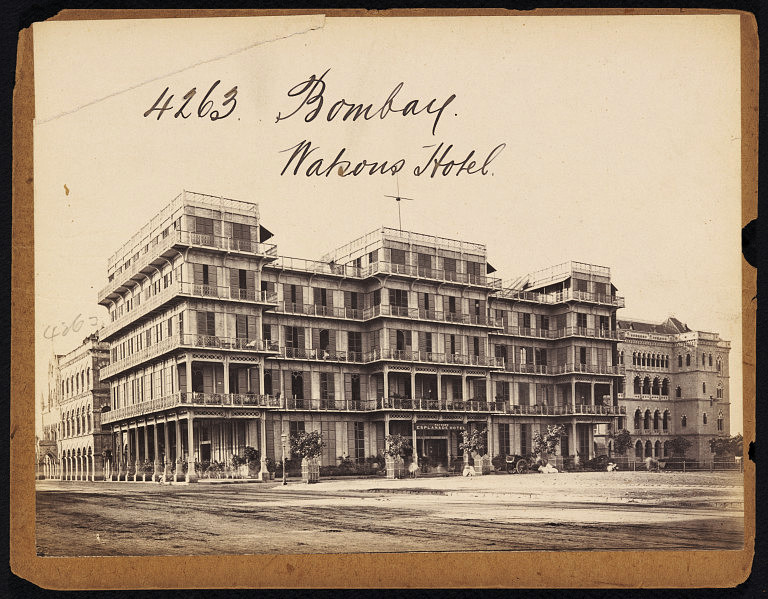
Hôtel de Watson ou Esplanade Mansions, à Mumbai (Bombay)
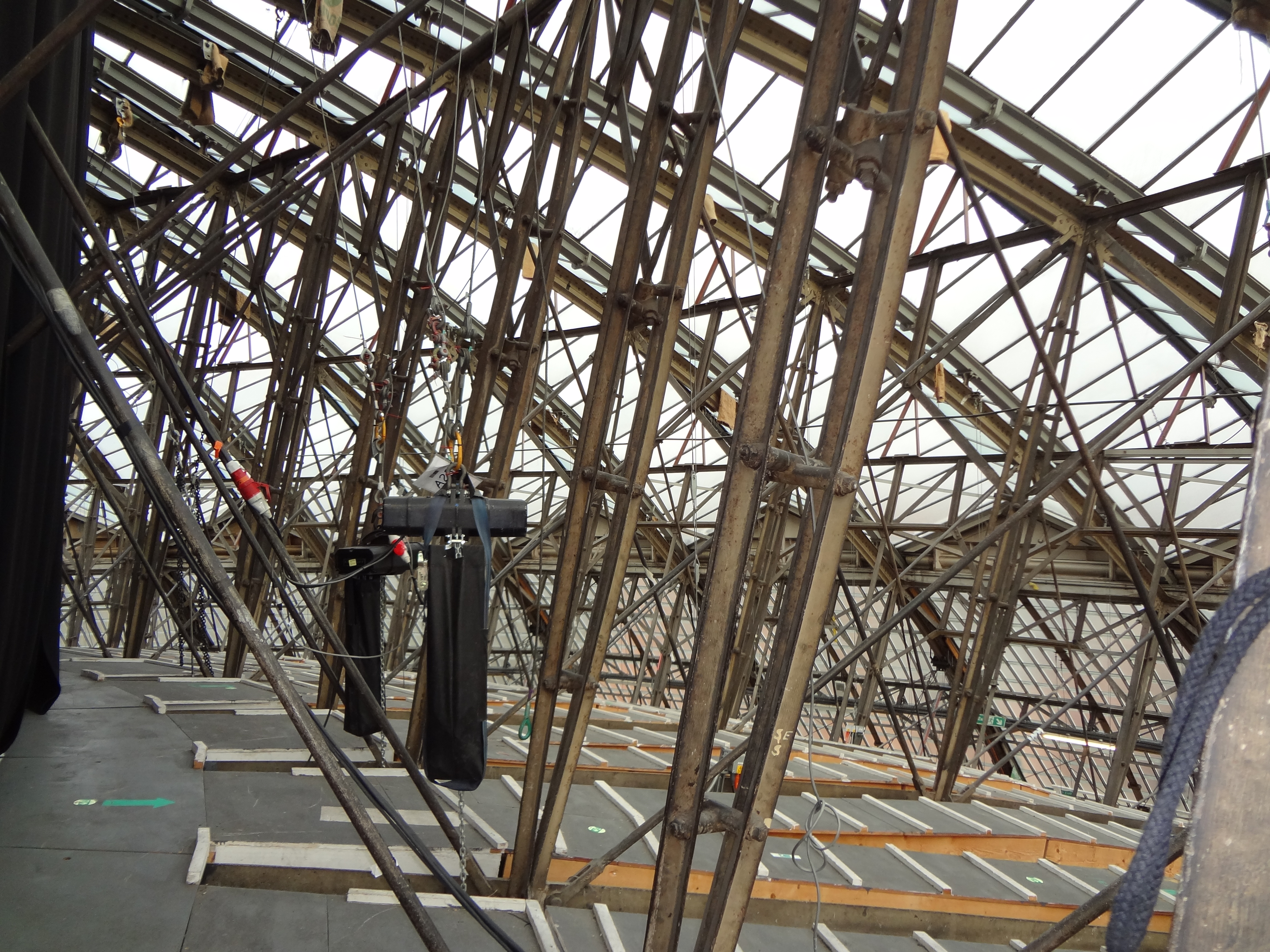
Royal  Albert Hall : structure du dôme